# 2e bataillon de commandos (Belgique)
Le 2e Bataillon de Commandos est une unité militaire de la composante terre de l'armée belge et anciennement membre de la Brigade Para-Commando. Ses traditions régimentaires, notamment la dénomination commando et le béret vert, proviennent des soldats ayant servi dans la 4e Troupe du no 10 Inter-Allied Commando durant la Seconde Guerre mondiale.

## Commandono10
Les traditions du 1er bataillon commando sont à l'origine basées sur celle de la 4e Troupe du no 10 Inter-Allied Commando ayant combattu durant la Seconde Guerre mondiale, successivement en Afrique du nord, en Italie et dans le nord de l'Europe. Elle joue un rôle remarquable lors de l'Opération Infatuate : l'invasion de l'île néerlandaise de Walcheren en 1944. Tous les soldats belges de la 4e Troupe sont alors trilingues (français-néerlandais-anglais).
L'insigne de la nouvelle unité, dessiné par leur aumônier, le père Devos, s'inspire du couteau de combat des commandos britanniques.

## Principales opérations

### Congo belge
Durant les mois précédant l'indépendance du Congo belge (en 1960), les soldats du 2e bataillon commando sont positionnés dans le Bas-Congo. Pour couvrir un territoire plus étendu et contrôler les zones clefs autour de Kitona et Kamina, les 4e et 6e bataillons commando sont créés avec de nouvelles recrues et des officiers issus du 2e bataillon.
En 1959, le 2e bataillon est déplacé à Léopoldville pour maintenir l'ordre durant les émeutes.
En 1964, une compagnie participe à l'opération Dragon Rouge : un parachutage sur Stanleyville en vue de libérer des otages. La compagnie est citée à l'ordre du jour.

### Sahel
En 1974, le bataillon prend part à une action humanitaire à la suite de la famine causée par la sécheresse dans les pays du Sahel.

### Zaïre
Le 20 mai 1978, le bataillon atterrit à Kolwezi dans le cadre de l'opération Red Bean. Ils évacuent un millier de ressortissants européens jusqu'au 22 mai.
En 1991, le bataillon participe à l'évacuation d'expatriés belges du Zaïre lors de l’opération Blue beam.

### Rwanda
En 1990, lors de l'opération Green beam, le bataillon sécurise et évacue des ressortissants belges du Rwanda.

### Somalie
D'avril à août 1993, le bataillon est déployé en Somalie dans le cadre de l'Opération Restore Hope menée par l'armée américaine sous l'égide des Nations unies.

### Génocide rwandais
En mars 1994, le 2e bataillon commando (avec des éléments du 3e bataillon parachutiste) remplace le 1er bataillon parachutiste au sein de la MINUAR au Rwanda.
Le 7 avril 1994, à la suite de l’assassinat de la première ministre rwandaise, la radio Mille Collines accuse les soldats belges d'avoir le jour précédent abattu l'avion présidentiel (ou d'y avoir aidé). Les dix soldats belges qui avaient été assignés à la protection de la première ministre, ainsi que cinq Ghanéens, relâchés peu après, sont capturés par des soldats rwandais nettement supérieurs en nombre. Ils sont ensuite emmenés dans le camp militaire de Kigali où ils sont assassinés,.
Le contingent belge avait été délibérément visé dans le but de provoquer son retrait de la MINUAR (ce qui eut effectivement lieu quelques jours plus tard) et l'affaiblissement des forces de l'ONU.
Le meurtre des dix soldats belges fut la plus grande perte pour l'armée belge depuis la Seconde Guerre mondiale. Cela entraina une grande indignation en Belgique. Le 19 avril 1994, tous les ressortissants belges furent évacués.
Le meurtre fit l'objet d'une commission d'enquête parlementaire belge et d'un livre paru sous le titre de "Qui a tué nos paras ?".

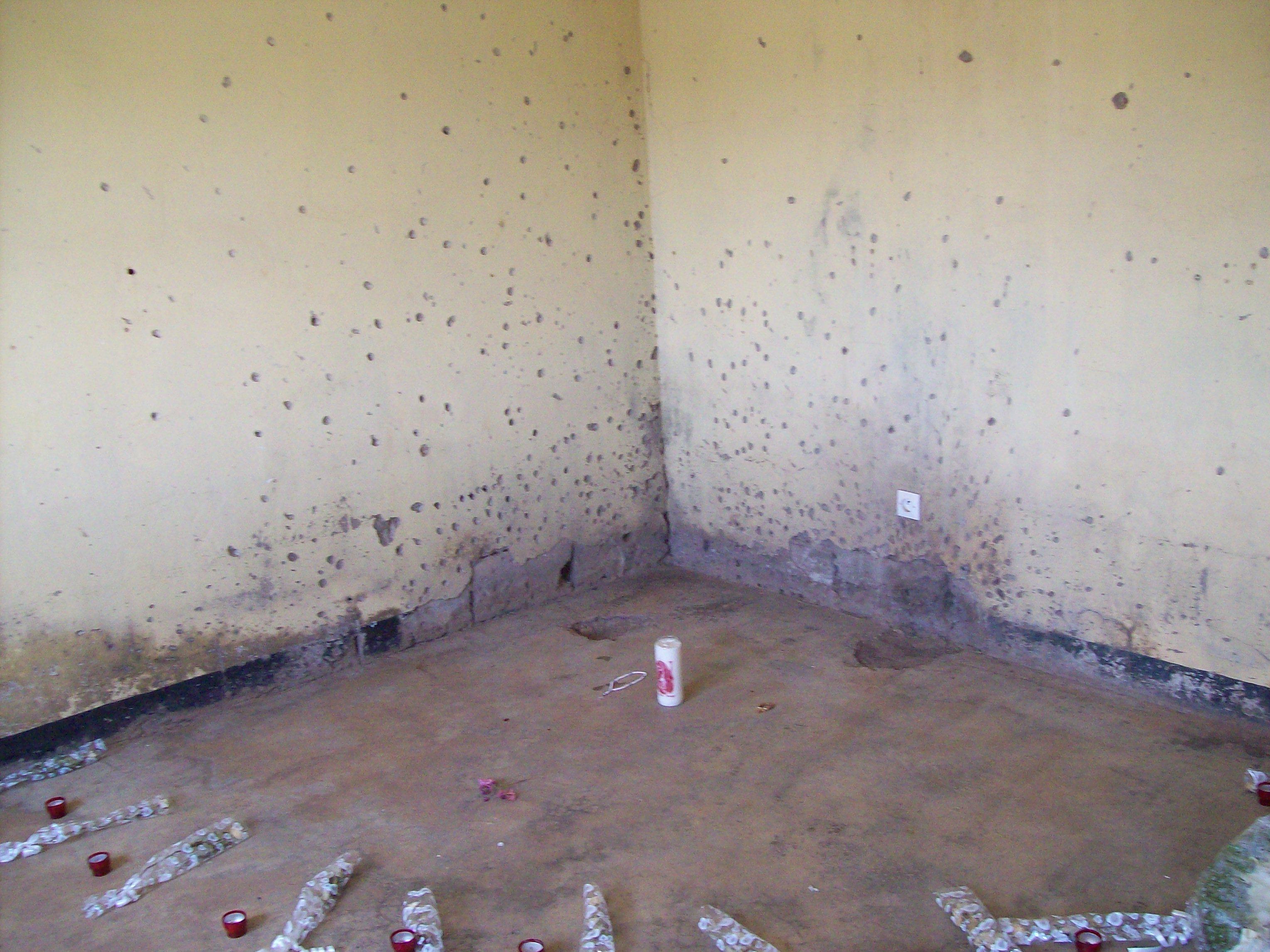
Mémorial aux soldats belges de la MINUAR assassinés à Kigali.
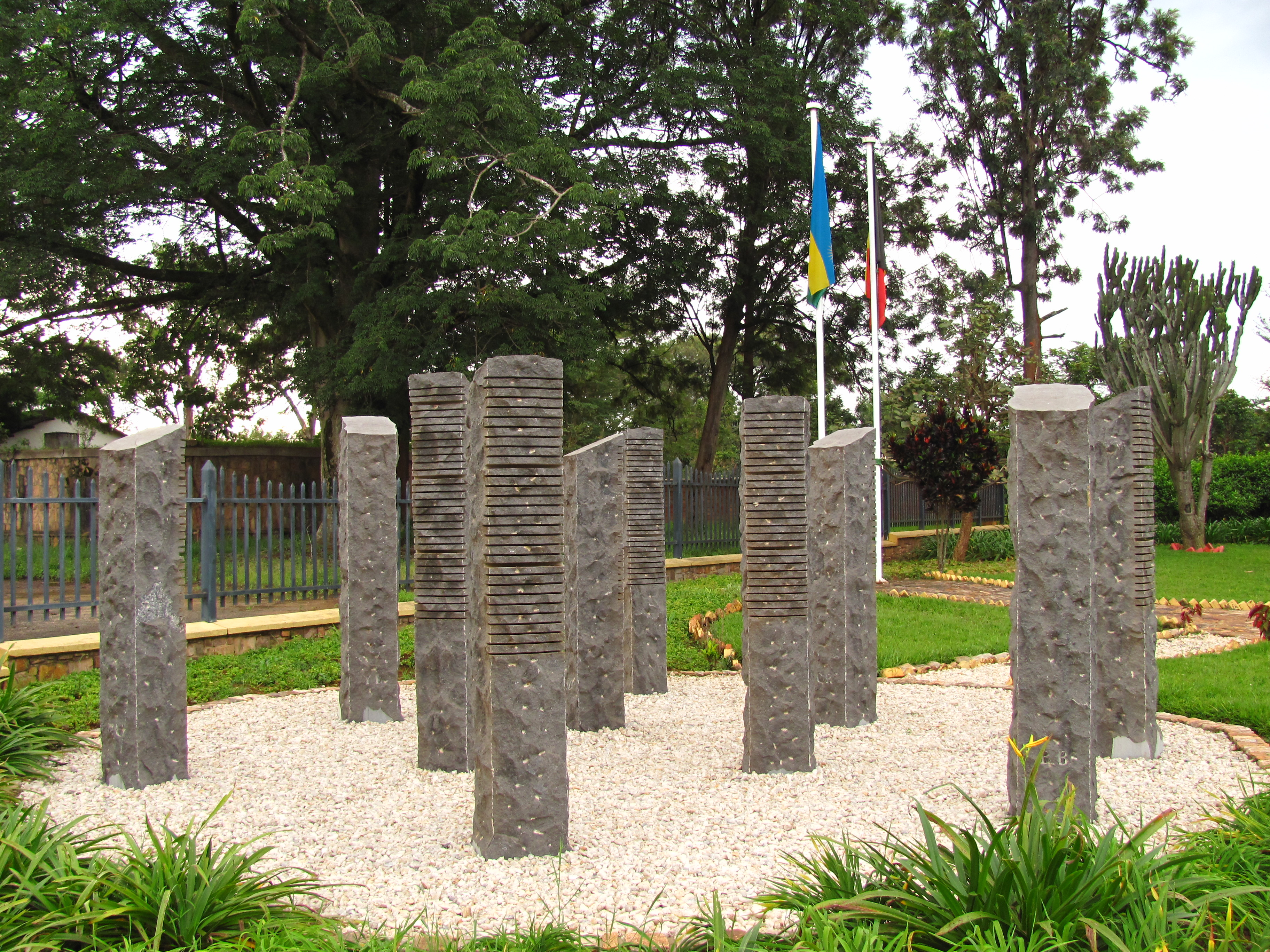
Memorial au personnel belge de la MINUAR de Kigali, Rwanda.
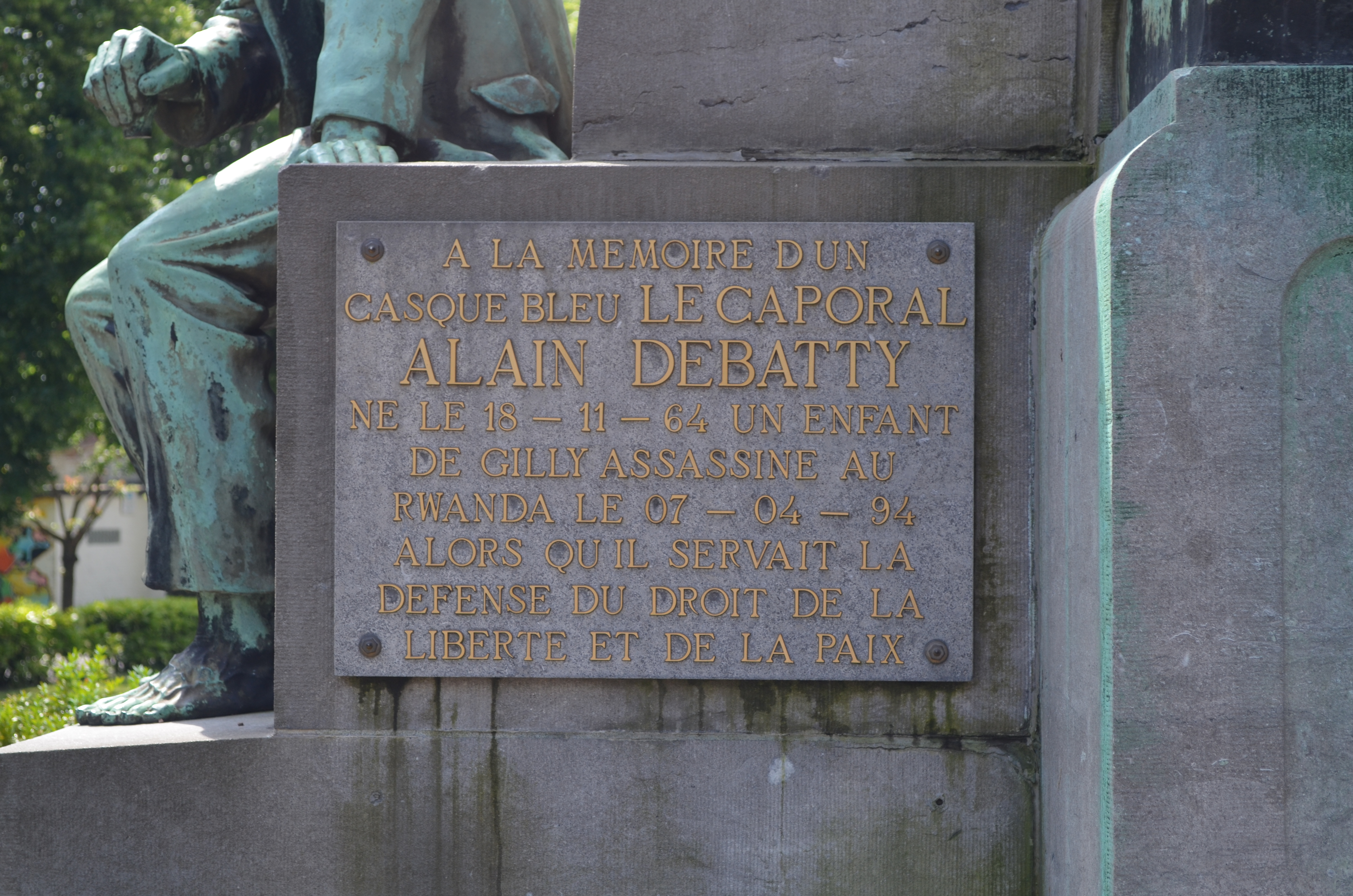
Plaque à la mémoire d'Alain Debatty à Gilly.

### République démocratique du Congo
Opération Green stream du 19 avril au 1er juin 1997 en vue de l’évacuation des Belges à la suite des troubles créés par la fin du régime de Mobutu.

### Albanie
Tout le bataillon est déployé du 17 avril au 21 juillet 1999 pour évacuer puis ramener les populations exilées au Kosovo (Opération Allied Harbour).

### Kosovo
Du 25 novembre 2002 au 3 avril 2003, le bataillon au complet participe à une mission de maintien de la paix de l'OTAN, l'opération BELUKROKO 11.

### Afghanistan
De novembre 2004 à février 2005, un détachement de 25 hommes renforce le 1er bataillon parachutiste au sein de la Kabul Multinational Brigade (KMNB).
Du 3 mars au début juillet 2008, il fournit la plus grande partie du personnel pour le détachement de protection de l'Aéroport international de Kaboul.

### Liban
La 16e compagnie assure la sécurité du contingent belge de la mission BELUFIL 10 dans le cadre de la FINUL de mi-octobre 2009 jusqu’à fin février 2010.

## Composition
En 2012 il était composé, sur papier, de 25 officiers, 147 sous-officiers et 484 volontaires de carrière répartis en :
- un état-major de bataillon ;
- une compagnie d'état-major et Services (Cie EMS) ;
- 3 compagnies de combats, les 12e, 13e et 16e compagnies. Chaque compagnie se compose d'un État-major, d'une section d'appui équipée de mortiers et de missiles anti-char, et de 3 pelotons de 40 hommes[5].

Le bataillon était bilingue (Français-Néerlandais) de sa création à 1983. Il est actuellement unilingue francophone.

## Étendard
Le 26 octobre 1946, à Bruxelles, le prince Charles remet au lieutenant-colonel Danloy l’étendard du régiment parachutiste. Il porte les inscriptions suivantes :
- Italie
- Yougoslavie
- Walcheren

L'étendard porte également la fourragère aux couleurs de la croix de guerre.

## Sources
- (en) Cet article est partiellement ou en totalité issu de l’article de Wikipédia en anglais intitulé « 2nd Commando Battalion (Belgium) » (voir la liste des auteurs).
- Site de l'armée belge